# Christian Rabjerg Madsen
Christian Rabjerg Madsen, född 24 mars 1986 i Silkeborg, Danmark är en dansk politiker. Han har suttit i Folketinget for Socialdemokratiet sedan 2015. Han var inrikes- och bostadsminister mellan maj och december 2022 i Regeringen Mette Frederiksen I.

## Bakgrund
Rabjerg Madsen är son till exportchef Per Vestergaard Madsen och hospicechef Ragnhild Rabjerg Madsen. Han är gift med Anne Brink Pedersen.

## Politisk karriär
Innan Christian Rabjerg Madsen valdes in i Folketinget, var han kampanjchef för Socialdemokraternes vice partiledare Nicolai Wammen.
Han ställde upp i folketingsvalet 2011, men blev inte vald. Han fick 3 722 personröster vid valet. Vid folketingsvalet 2015 lyckades han bättre då han blev invald i Sydjyllands storkrets med 5 201 personröster.
Efter en regeringsombildning i februari 2022 blev han utnämnd till talesperson för Socialdemokratiet i folkeetinget. Han hade tidigare varit partiets finanspolitiska talesperson.